# Сара Фулер Флауер Адамс
Сара Фулер Флауер Адамс (англ. Sarah Fuller Flower Adams, 22 лютого 1805 — 14 серпня 1848) — англійська поетеса.

## Раннє життя і родина
Проживала на Хай-стріт, Олд Харлоу, Ессекс і була молодшою дочкою редактора Бенджаміна Флауера і сетрою композиторки Елізи Флауер.

## Кар'єра
Найдовшою роботою є драматична поема «Vivia Perpetua» (1841), яка розповідає про життя ранніх християн.
Місис Адамс також була автором кількох християнських гімнів, серед яких «Ближче, Господи, до Тебе» і «Він послав сонце, Він послав дощ». «Ближче, мій Бог, до Тебе» має особливе історичне значення, оскільки це, як вважають, була остання частина зіграна вісьмома музикантами на борту Титаніка. Також вона володіла багатим і м'яким контральто і ще від дитинства вона мала звичку вивчати пісні у яких вона могла поєднувати драматичну дію і костюм. Це була досить оригінальна ідея у її молоді роки й вона подала її чарівним і дуже ефективним спсобом.

## Особисте життя
У 1834 році вона вийшла заміж за Вільяма Бріджеса Адамса, полеміста й інженера залізниці. Вони проживали в Лаутині, Ессекс, де тепер на їхню честь встановлена пам'ятна табличка.

## Смерть
Померла від туберкульозу в віці 43 років і була похована в Харлоу 21 серпня 1848 року.